# Культура (Волжский район)
Культура — посёлок в Волжском районе Самарской области, входит в сельское поселение Дубовый Умёт.

## География
Расположен примерно в 10 км к юго-востоку от села Дубовый Умёт и в 50 км от центра Самары.
Примыкает к небольшому лесному массиву. В центре посёлка имеются пруды на притоке Домашки.
Посёлок связан местной автодорогой с Ровно-Владимировкой (4 км к юго-западу, на автодороге Самара — Уральск).

## История
Основан примерно в 1926 году переселением жителей из деревни Селезни Велижского района Смоленской области. Разговаривали переселенцы с сильным белорусским акцентом. До основания посёлка здесь жил помещик. Когда провели электричество, из соседнего поселка Бобовка (перестал существовать в конце 50-х годов) люди стали переселяться в Культуру.
Вплоть до середины XX века в посёлке была развита инфраструктура, в дальнейшем принято решение перенести всё в Ровно-Владимировку. На данный момент в Культуре отсутствуют магазины, школы, почта, детские сады. Отсутствуют газоснабжение и водопровод.
В поселке были созданы искусственные дамбы в сельскохозяйственных целях, благодаря которым были образованы два пруда. Асфальтированная дорога до Культуры появилась в 1990-1991г.

## Климат
Климат характеризуется как континентальный, с морозной зимой и продолжительным тёплым летом. Среднегодовая температура — 4,4 — 4,8 °C. Среднегодовое количество атмосферных осадков колеблется в диапазоне от 483 мм до 504 мм. Снежный покров в течение 140−160 дней

## Часовой пояс
Посёлок Культура, как и вся Самарская область, находится в часовой зоне МСК+1. Смещение применяемого времени относительно UTC составляет +4:00

## Население
| 2010 |
| ---- |
| 39   |